# 朱彝
朱彝，江苏江宁人，是一名清朝政治人物。
朱彝曾于1829年接替李新畲任福建永安县知县一职，1829由柯培元接任。